# Ravenswood (West-Australië)
Ravenswood is een plaats in de Peel- regio van West-Australië. De plaats ligt langs de Pinjarra Road en aan de oevers van de Murray. Ravenswood valt bestuurlijk onder het Local Government Area Shire of Murray.

## Geschiedenis
De naam Ravenswood is afkomstig van de Ravenswood Farm van Adam Armstrong. Deze immigrant had zich hier in de jaren veertig van de 19e eeuw gevestigd. Nadat het gebied in de jaren zestig van de 20e eeuw was opgesplitst, wenste de Shire of Murray dat Ravenswood tot stad werd verklaard, hetgeen in de jaren zeventig werd gerealiseerd.

## Bevolking en demografie
Bij de Australische volkstelling van 2021 telde Ravenswood uit 2.483 personen: 48,3 procent was man en 51,7 procent vrouw. Hiervan was 74,1% geboren in Australië. Het op een na meest voorkomende geboorteland was Engeland met 10,1%. Bij 90,9% van de inwoners werd thuis alleen Engels gesproken. Het anglicanisme was de meest voorkomende religieuze overtuiging (15,9%), terwijl 49,8% van de personen aangaf geen religieuze overtuiging te hebben. De mediane leeftijd van de personen woonachtig in Ravenswood was 41 jaar. Van de personen van 15 jaar en ouder was 49% getrouwd, 30,4% nooit getrouwd, 7,2% weduwe, 9,7% gescheiden en 3,5% uit elkaar.
Het mediane totale wekelijkse inkomen per huishouden bedroeg A$ 1.272.

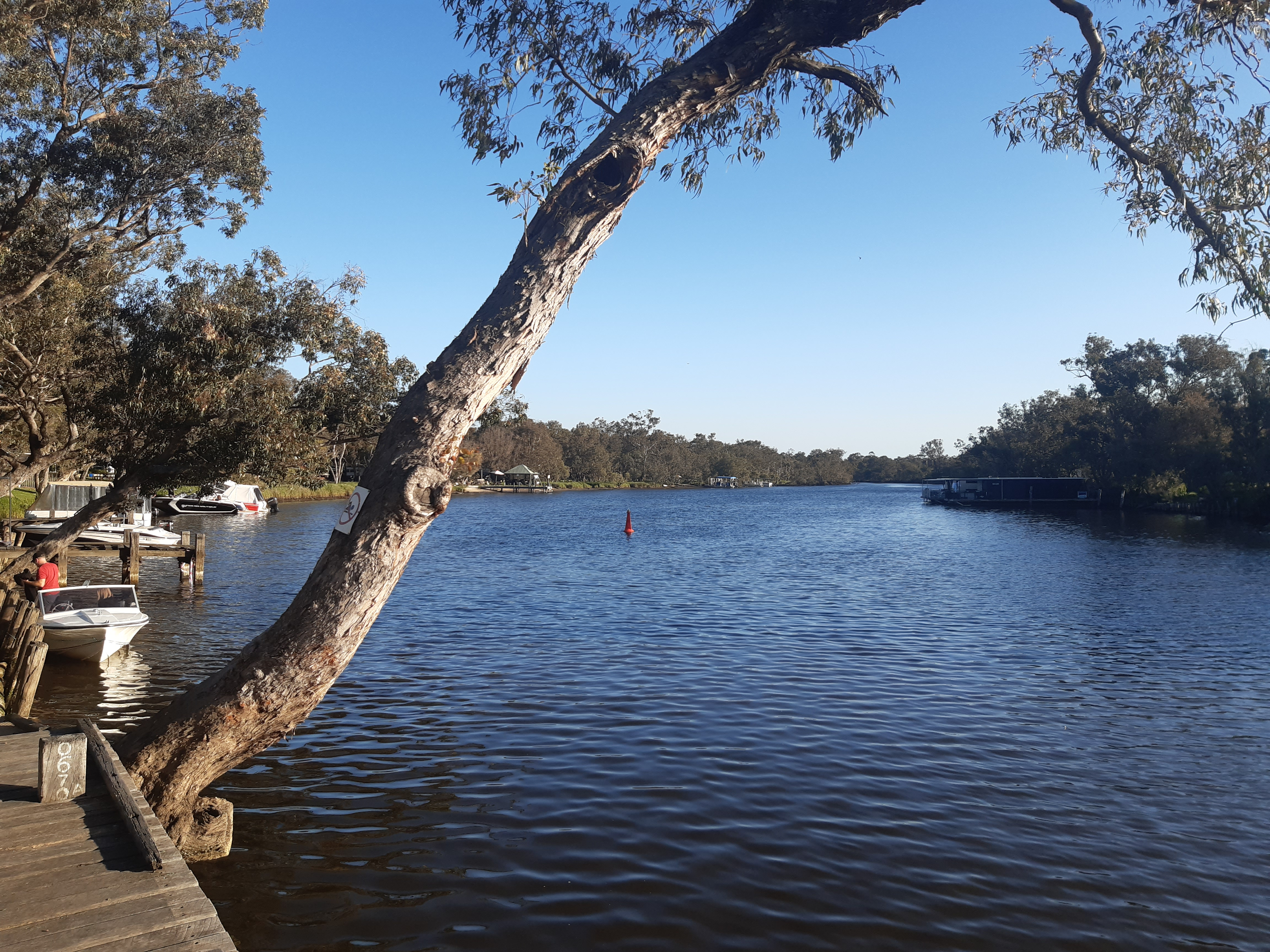
Murray River bij_Ravenswood

Banksiadale · Barragup · Birchmont · Blythewood · Boddington · Bouvard · Carcoola · Chadoora · Clifton · Coodanup · Coolup · Crossman · Dawesville · Dudley Park · Dwellingup · Erskine · Etmilyn · Fairbridge · Falcon · Furnissdale · Greenfields · Halls Head · Hamel · Herron · Holyoake · Inglehope · Kooljerrenup · Lake Clifton · Lakelands · Lower Hotham · Madora Bay · Mandurah · Marradong · Marrinup · Meadow Springs · Meelon · Mount Cooke · Mount Wells · Myara · Nambeelup · Nanga Brook · Nirimba · North Dandalup · North Yunderup · Oakley · Parklands · Pinjarra · Point Grey · Preston Beach · Quindanning · Ranford · Ravenswood · San Remo · Silver Sands · Solus · South Yunderup · Stake Hill · Teesdale · Wagerup · Wannanup · Waroona · West Coolup · West Pinjarra · Whittaker · Wuraming